# The Police
The Police var ett brittiskt reggae/rock- och new waveband bildat i London 1977. Under nästan hela bandets historia bestod gruppen av Sting (sång, basgitarr), Stewart Copeland (trummor) och Andy Summers (gitarr). The Police blev internationellt kända i slutet av 1970-talet och generellt sett som ett av de första new wave-banden att nå framgång inför en bred publik.
Gruppens femte och sista album, Synchronicity, nådde plats nummer 1 både i Storbritannien och i USA, där det också sålt i över 8 miljoner exemplar. Gruppen upplöstes 1986, men återförenades i början av 2007 för en världsturné som varade till augusti 2008. Bandet har vunnit ett antal utmärkelser under sin karriär, däribland sex Grammy Awards, två Brit Awards, en MTV VMA, och blev 2003 invalda i Rock and Roll Hall of Fame and Museum. The Police har sålt mer än 50 miljoner album världen över, och var de musiker som tjänade mest under 2008, tack vare återföreningsturnén. Bland gruppens mest kända låtar kan nämnas "Roxanne", "Message in a Bottle", "Every Little Thing She Does Is Magic" och "Every Breath You Take".

## Historik

### 1977–1978: Gruppen bildas
Efter att det brittiska progressiva rockbandet Curved Air lades ner 1976, var bandets trummis, amerikanen Stewart Copeland, ivrig att bilda en ny trio och vara med i den spirande punkscenen i London. Sångaren och basisten Sting var lärare och dikesgrävare och spelade i jazz-rockband. I början av 1977 träffades de båda musikerna på en lokal jazzklubb och bestämde sig för att bilda ett progressivt popband tillsammans med gitarristen Henri Padovani. Under de första månaderna spelade gruppen på lokala pubar i London. Deras första singel "Fall Out" spelades in med en budget på 150 pund och gavs ut i maj 1977.
I mars och april 1977 turnerade trion som förband till Cherry Vanilla och Wayne County & the Electric Chairs. I maj samma år bjöd musikern Mike Howlett, som tidigare spelat i Gong, in Sting och gitarristen Andy Summers för ett projekt som de döpte till Strontium 90. Howlett ville ha med trummisen Chris Cutler, som dock var upptagen vid denna tidpunkt, varpå Sting istället bjöd in Copeland. Strontium 90 spelade in flera demolåtar, och spelade på en av Gongs återföreningskonsert i Paris den 28 maj 1977. Ett album med några av dessa låtar (både live och studioinspelade) gavs ut 1997, 20 år senare, under namnet Strontium 90: Police Academy.
Kort efter konserterna av Strontium 90 sprang Summers på Copeland, och efter att ha känt på sig att Sting var missnöjd med Padovanis relativt begränsade förmågor som gitarrist, föreslog han att han själv skulle bli gitarrist i bandet, på villkoret att de skulle fortsätta som trio. Av lojalitet till Padovani, motstod både Copeland och Sting initialt idén, och The Police började uppträda som kvartett i juli 1977. Strax efter två spelningar på Music Machine i London och på Mont de Marsan Punk Festival, och en avbruten inspelning med producenten John Cale den 10 augusti, blev Padovani informerad om att han sparkats och Summers blev då ensam gitarrist. Padovani blev senare medlem i Wayne County & the Electric Chairs och bildade så småningom sitt eget band, Flying Padovanis. Ännu lite senare blev han vice VD för IRS Records. Inom punken var det ovanligt med band med endast tre medlemmar men denna uppsättning förblev den samma ända tills gruppen upplöstes. Under denna period spelade Sting och Summers med den tyska kompositören Eberhard Schoener; Copeland medverkade också ett tag. Detta resulterade i tre album, alla tre var en mix av rock, elektronika och jazz. De medverkade flera gånger i tysk tv och gjorde den tyska allmänheten medveten om Stings ovanligt höga sångregister, och hjälpte till att bana väg för The Police senare popularitet.
Stewart Copelands storebror, Miles Copeland III, var till en början skeptiskt till att Summers skulle bli ny gitarrist i gruppen då han var rädd att det skulle underminera gruppens trovärdighet som punkband. Han gick dock motvilligt med på att låna gruppen 1 500 pund för att finansiera bandets första studioalbum. Inspelningen av Outlandos d'Amour var svår för gruppen då de hade en väldigt liten budget och var utan manager och skivkontrakt. Albumet spelades in på Surrey Studios i London, en liten studio som ägdes av Chris och Nigel Gray. Under ett av Miles regelbundna besök hörde han för första gången "Roxanne" och ordnade omedelbart ett skivbolagskontrakt med A&M Records åt gruppen. "Roxanne" gavs ursprungligen ut som singel 1978, men det var inte förrän den återutgavs året därpå som den blev en hit. Det var då The Police fick ett allmänt erkännande i Storbritannien och även en mindre hit i flera andra länder. Deras framgång ledde bland annat till en spelning på den berömda New York-klubben CBGB och en ansträngande USA-turné där bandet själva körde all sin utrustning i en Ford Econoline van. "Roxanne" tog sig inte in på BBC;s spellista, vilket främjades av A&M som med affischer promotade bandet som "Bannlysta av BBC". BBC bannlyste den andra singeln från Outlandos d'Amour, "Can't Stand Losing You" för omslaget till singeln, som visade Copeland när han hänger sig över en smältande isbit.

### 1979–1982: Genombrott
I oktober 1979 gav gruppen ut sitt andra studioalbum, Reggatta de Blanc, vilken blev en storsäljare i Europa. Albumet toppade den brittiska albumlistan och bandet fick två singelettor i låtarna "Message in a Bottle" och "Walking on the Moon". Det instrumentala titelspåret "Reggatta de Blanc" vann en Grammy för "Best Rock Instrumental Performance". I mars 1980 påbörjade The Police sin första världsturné, där man besökte platser som vanligtvis inte var värdar för utländska artister, bland annat; Mexiko, Indien, Taiwan, Hong Kong, Grekland och Egypten. Turnén blev senare dokumenterad i filmen "The Police Around the World", regisserad av Kate och Derek Burbridge, som innehåller material som till en början var tänkt till BBC-produktionen "The Police in the East". I maj 1980 gav A&M ut Six Pack i Storbritannien, som innehöll bandets fem tidigare singelutgivningar (förutom "Fall Out") samt en alternativ monoinspelning av "The Bed's Too Big Without You" och en liveversion av "Truth Hits Everybody". Six Pack nådde som bäst plats 17 i Storbritannien. Stewart Copeland sade senare, i november 2001, att han ansåg att Reggatta de Blanc var gruppens bästa album.

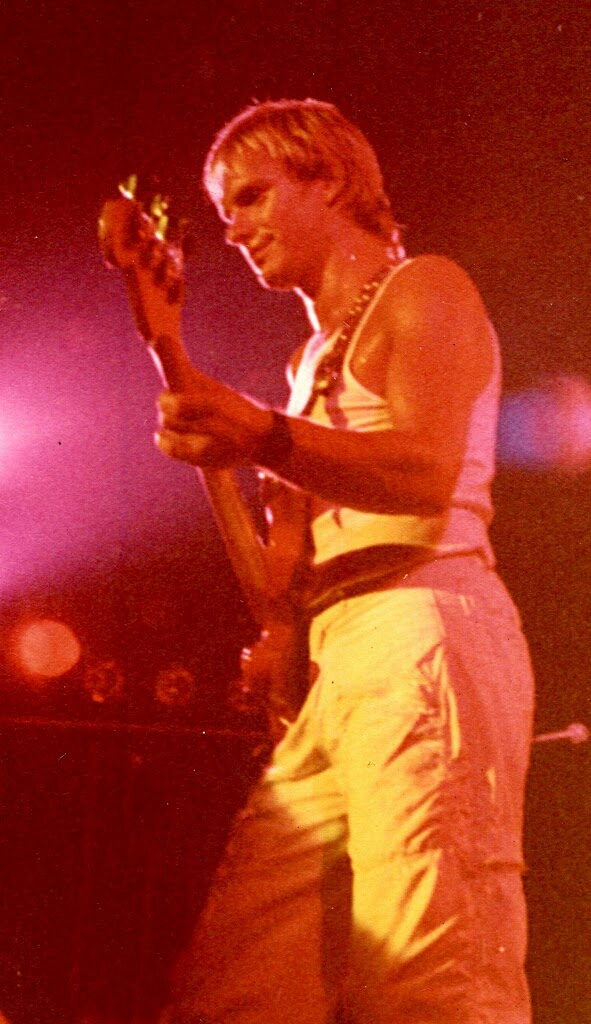
Sting live med The Police i Buenos Aires, december 1980.

The Police blev sedan pressat av sitt skivbolag att snabbt spela in ett nytt studioalbum och sedan fortsätta turnera. Det tredje studioalbumet, Zenyatta Mondatta, gavs ut i oktober 1980 och nådde en topplacering på albumlistan i Storbritannian, Australien och Frankrike. "Don't Stand So Close to Me" och "De Do Do Do, De Da Da Da" gavs ut som singlar. De båda nådde topp-10 på Billboard Hot 100, medan den förstnämnda gav gruppen sin tredje raka singeletta i Storbritannien. Trots att de tre bandmedlemmarna och producenten Nigel Gray beklagade sig över den kvicka inspelningen av albumet, som färdigställdes klockan 4 på natten samma dag som gruppen skulle påbörja en ny världsturné, så fick Zenyatta Mondatta mycket beröm från kritiker. Den instrumentala "Behind My Camel", skriven av Andy Summers, gav bandet åter en Grammy för "Best Rock Instrumental Performance", medan "Don't Stand So Close to Me" vann en Grammy för "Best Rock Vocal Performance for Duo or Group". The Polices fjärde studioalbum, Ghost in the Machine, som producerades tillsammans med Hugh Padgham och spelades in i Air Studios i Montserrat, gavs ut 1981. Albumet hade ett djupare sound med bland annat saxofoner och syntar. Tre singlar gavs ut, "Every Little Thing She Does Is Magic", "Invisible Sun", och "Spirits in the Material World". Bandet kunde inte komma överens om vilket omslag de skulle använda, så omslaget fick ha tre röda piktogram – digitala liknelser av de tre bandmedlemmarna. Under 1980-talet blev Sting och Summer skatteflyktingar och flyttade till Irland, medan Copeland, som amerikan, stannade i England.
1982 fick The Police mottaga pris som bästa brittiska grupp på Brit Awards. Efter turnén till Ghost in the Machine gjorde bandet ett uppehåll och medlemmarna arbetade istället med projekt utanför gruppen. Vid denna tiden hade Sting blivit en stor stjärna och hade också etablerat en karriär som skådespelare. 1979 hade han spelat 'Ace Face' i Quadrophenia, filmversionen av The Whos rockopera, följt av en roll som en mekaniker i filmen Radio On. 1982 hade han huvudrollen i Richard Loncraines film Brimstone and Treacle. Han hade också en mindre hit i Storbritannien med "Spread A Little Happiness" (som också var med på soundtracket till filmen, tillsammans med tre nya låtar av The Police; "How Stupid Mister Bates", "A Kind of Loving", och "I Burn for You"). Under 1981 och 1982 spelade Summers in sitt första studioalbum tillsammans med Robert Fripp, I Advance Masked. 1983 komponerade Stewart Copeland musiken till Francis Ford Coppolas film Rumble Fish. Singeln "Don't Box Me In (Theme from Rumble Fish)", ett samarbete mellan Copeland och singer/songwritern Stan Ridgway (från bandet Wall of Voodoo) spelades mycket på radio under året. Under 1983 medverkade Sting också i David Lynchs film Dune. Samtidigt som Stings berömmelse ökade försämrades hans förhållande med Stewart Copeland. Deras alltmer ansträngda partnerskap sträcktes ytterligare från trycket av världsomspännande publicitet och berömmelse, motstridiga egon, och deras ekonomiska framgångar. Samtidigt kraschade både Stings och Summers äktenskap (Sting bosatte sig med sin nya partner Trudie Styler, som han senare gifte sig med, medan Summers, efter ett kort förhållande, gifte om sig med sin andra hustru Kate).

### 1983–2006:Synchronicityoch uppbrott
År 1983 gav The Police ut sitt sista studioalbum, Synchronicity, vilken producerade hitsinglarna "Every Breath You Take", "Wrapped Around Your Finger", "King of Pain" och "Synchronicity II". Synchronicity Tour påbörjades i Chicago i juli 1983 och avslutades i Melbourne, Australien i mars 1984. (Under den sista konserten agerade Simple Minds, A Flock of Seagulls, The Fixx och Joan Jett and the Blackhearts förband. Turnén var bandets största hittills, var och en av bandmedlemmarna hade expanderat sin utrustning (Stewart Copeland hade extra slagverk och Andy Summers hade syntkomponenter till sin gitarr), och bandet använde sig av körsångare för första gången. Förutom "King of Pain", så regisserades musikvideorna av Godley & Creme. Albumet nådde plats nummer 1 både i Storbritannien och USA, i Storbritannien låg den etta i två veckor medan den i USA låg etta i totalt åtta veckor. Albumet var nominerad för en Grammy i kategorin "Album of the Year", men blev slagen av Michael Jacksons Thiller. "Every Breath You Take" tog hem två Grammys; "Song of the Year" och "Best Pop Performance by a Duo or Group with Vocal", medan "Synchronicity II" vann i kategorin "Best Rock Performance by a Duo or Group with Vocal". "Every Breath You Take" vann också en American Video Award för "Best Group video" och gav gruppen två Ivor Novello Awards för "Best Song Musically and Lyrically" och "Most Performed Work".

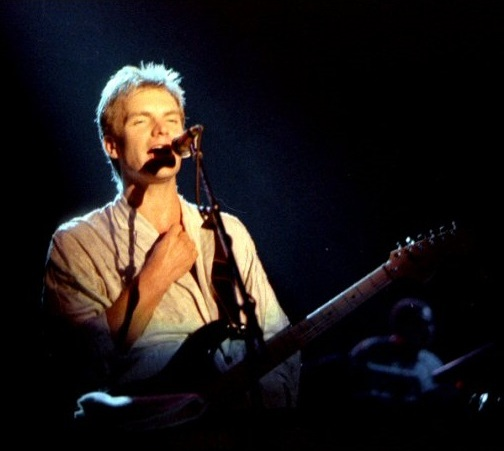
Sting live på en soloturné 1985.

Under turnén för Synchronicity beskrev Sting gruppens konsert på Shea Stadium som "Everest" och bestämde sig för att påbörja en solokarriär, enligt dokumentären Last Play at Shea. Efter att turnén avslutats gjorde bandet ett uppehåll samtidigt som Sting spelade in och turnerade med sitt debutalbum The Dream of the Blue Turtles, som gavs ut 1985. Copeland spelade in och filmade The Rythmatist 1985 och 1984 spelade Summers in ännu ett album med Robert Fripp, Bewitched, och temat till filmen 2010.
I juni 1986 var trion åter aktiv när den spelade tre konserter för Amnesty Internationals turné A Conspiracy of Hope. En månad senare träffades de i studion för att spela in ett sjätte studioalbum. Copeland bröt dock ett nyckelben när han föll från en häst, vilket gjorde att han inte kunde spela trummor. Detta resulterade i att gruppen endast förmådde att göra nyinspelningar av "Don't Stand So Close to Me" och "De Do Do Do, De Da Da Da", med hjälp av en trummaskin. "Don't Stand So Close to Me '86" gavs ut i oktober samma år som gruppens sista singel. Den nådde topp-25 i Storbritannien och finns också med på bandets samlingsalbum Every Breath You Take: The Singles. "De Do Do Do, De Da Da Da" inkluderades därefter i DTS-CD utgåvan av Every Breath You Take: The Classics 1995. Låten finns dock inte med på senare utgåvor, vilket gör den svår att hitta. Efter det misslyckade försöket att spela in ett nytt studioalbum, löstes gruppen upp. I texthäftet till samlingsboxen Message in a Box, förklarade Summers: "Försöket att spela in ett nytt album var dömt att misslyckas från början. Natten innan vi gick in i studion bröt Stewart nyckelbenet när han föll av en häst och det innebar att vi förlorade vår sista chans att bara jamma ihop. Hur som helst stod det klart att Sting inte hade några som helst avsikter att skriva några nya låtar för The Police. Det var en tom övning." I radioprogrammet "Reeling in the Years", sade Copeland att han och Sting bråkade över vilken trummaskin som de skulle använda under sessionerna och att det var "droppen som fick bägaren att rinna över", och som ledde till gruppens upplösning.
Alla tre bandmedlemmarna fortsatte sedan med sina respektive solokarriärer de följande 20 åren. Sting fortsatte framgångsrikt att turnera och spela in soloalbum. Summers spelade in ett flertal album, både som soloartist och tillsammans med andra musiker. Copeland skrev många soundtrack till filmer och tv-serier och spelade in och turnerade med de två nya banden Animal Logic och Oysterhead. Bandmedlemmarna i The Police spelade ibland på varandras soloalbum; Summers spelade gitarr på Stings album ...Nothing Like the Sun och Sting spelade bas på Summer album Charming Snakes. Sting sjöng senare också på Summers cover av Thelonius Monks låt "Round Midnight". Den 2 oktober 1991 spelade Summers gitarr med Sting under den senares turné för The Soul Cages på låtarna "Roxanne" och "Every Breath You Take". 1992 gifte sig Sting med Trudie Styler och både Summers och Copeland var bjudna till bröllopet. Då bröllopsgästerna var medvetna om att alla tre bandmedlemmar var närvarande pressades trion att spela några låtar, vilket de också gjorde. Gruppen spelade "Roxanne" och "Message in a Bottle" och Copeland sade senare att "ungefär tre minuter, var det 'the thing' igen." 1995 gav A&M ut dubbelalbumet Live!, producerad av Andy Summers. Albumet är inspelat från två konserter, den ena från Orpheum Theatre i Boston den 27 november 1979 och den andra från The Omni i Atlanta den 2 november 1983. Den andra konserten dokumenterades också på videon Synchronicity Concert.
Den 10 mars 2003 blev gruppen invald i Rock and Roll Hall of Fame och återförenades för en kväll och framförde tre låtar, "Roxanne", "Message in a Bottle" och "Every Breath You Take". Den sistnämnda framfördes tillsammans med Steven Tyler, Gwen Stefani och John Mayer. Hösten 2003 gav Sting ut sin självbiografi Broken Music. 2004 gästade Copeland och Summers Incubus under en konsert i Los Angeles och framförde "Roxanne" och "Message in a Bottle". Samma år gav Henri Padovani ut ett album där både Copeland och Sting medverkade på en låt, detta var första gången gruppens originaluppsättning spelade tillsammans sedan 1977. Rolling Stone rankade 2004 The Police som nummer 70 i deras lista "100 Greatest Artists of All Time". 2006 gav Copeland ut rockumentären Everyone Stare: The Police Inside Out, baserad på Super-8 filmer som han spelat in under tiden gruppen turnerade och spelade in i slutet av 1970-talet och början av 1980-talet. I oktober 2006 gav Summers ut sin självbiografi One Train Later.

### 2007–2008: Återförening

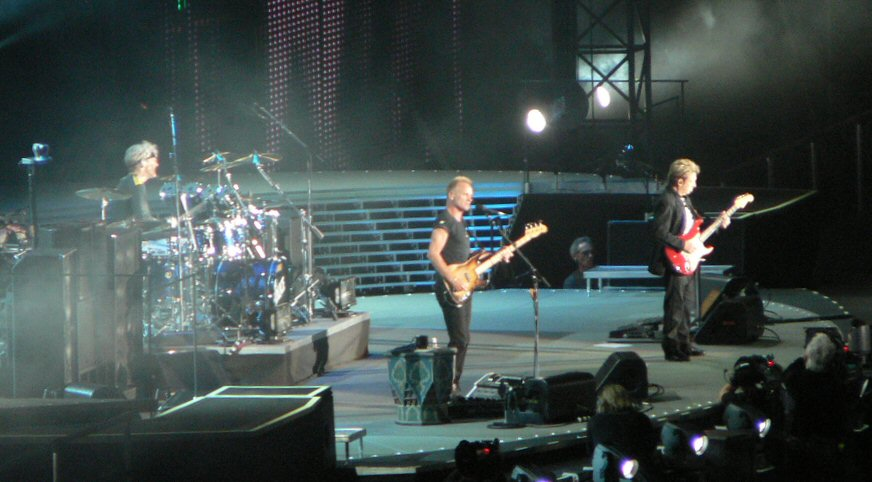
The Police live i Los Angeles 2007.

I början av 2007 började rykten florera om att bandet skulle återförenas för en turné för att fira gruppens 30-årsjubileum, över 20 år efter att gruppen bröt upp 1986. Turnén skulle sammanfalla med Universal Music Groups återutgivning av bandets tidigare album. Följande meddelande lades ut på Sting officiella webbplats: "Då 30-årsdagen av den första Police-singeln närmar sig, har diskussioner pågått om hur detta skall firas. Medan vi kan bekräfta att det verkligen kommer att hända något speciellt för att fira detta, så är bandets inblandning fortfarande obestämt."

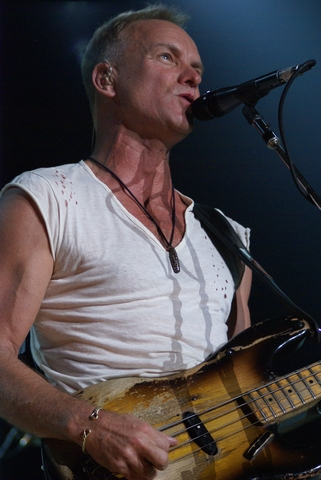
Sting live med The Police i New York 2007.

Den 22 januari 2007 meddelade tidningen Side-Line att The Police skulle komma att återförenas och spela "Roxanne" på Grammygalan. De meddelade också att gruppen därefter skulle ut på en lång världsturné. Billboard bekräftade senare nyheten och citerade Andy Summers från 2006, om hur gruppen kunde ha fortsatt efter Synchronicity; "Ett mer rationellt tillvägagångssätt skulle ha varit, 'Okej, Sting, gör en soloskiva, så fortsätter vi tillsammans igen om två eller tre år.' Jag är säker på att vi skulle kunna ha gjort så. Självklart skulle vi det. Vi var definitivt inte torra kreativt. Vi kunde lätt ha fortsatt, och vi skulle förmodligen fortfarande kunna vara där. Det var dock inte vårt öde. Det blev på ett annat sätt. Jag ångrar att vi aldrig avslutade med en sista turné." Bandet öppnade den årliga Grammygalan den 11 februari 2007 i Los Angeles med orden "Damer och herrar, vi är The Police, och vi är tillbaka!" innan de spelade "Roxanne". Bandets skivbolag, A&M, promotade återföreningsturnén som 30-årsjubileet av bandets bildande och utgivningen av deras första singel för A&M, "Roxanne".
Bandets återföreningsturné påbörjades i slutet av maj 2007 med två konserter i Vancouver. Stewart Copeland gav en svidande recension av konserten på sin egen webbplats, vilket pressen tolkade som en fejd, endast två spelningar i turnén. Copeland ursäkt senare för att ha besudlat "min polare Sting", och sade att kommentarerna bara var "mycket självkritik". Den 29 september 2007, i Paris, gästade Henri Padovani gruppen på scenen för det sista extranumret, "Next to You", som The Police framförde som en kvartett. I oktober samma år gjorde gruppen sin största spelning på återföreningsturnén, i Dublin, Irland, framför 82 000 fans. Turnén fortsatte under 2008 till platser såsom Nya Zeeland, Australien, Singapore, Macao, Japan, Kanada, USA, Frankrike, Tyskland, Norge, Danmark, Storbritannien, Serbien, Polen, Puerto Rico, Chile, Argentina och Brasilien. Gruppen var huvudakt på TW Classic i Wechter, Belgien den 7 juni 2008 och på avslutningen av Isle of Wight Festival den 15 juni. The Police var också huvudakt under Heineken Jammin' Festival den 23 juni och på Hard Rock Calling i Hyde Park den 29 juni. I februari 2008 meddelade trion att så snart de slutat turnera så skulle gruppen åter lösas upp. Enligt Sting; "Det kommer inte bli något nytt album, ingen ny stor turné, så fort vi är klara med vår återföreningsturné så är det slut med The Police".
Gruppens sista konsert hölls den 7 augusti 2008 på Madison Square Garden i New York. Öppningsnumret, "Message in a Bottle", spelades tillsammans med New York Metropolitan Police Corps brassband. Senare under konserten spelade de "Sunshine of Your Love" och "Purple Haze" som en hyllning till rocktrios som föregått dem själva (Cream och The Jimi Hendrix Experience). The Police meddelade också att de skulle donera 1 miljon dollar till Michael Bloombergs initiativ att plantera 1 miljon träd i New York innan 2017. Under hela turnén, sålde The Police 3,7 miljoner biljetter och tjänade 358 000 000 dollar, vilket vid tidpunkten gjorde den till den tredje mest inkomstbringande turnén genom tiderna. Den 11 november 2008 gavs Certifiable: Live i Buenos Aires ut, ett DVD och CD-set av bandets konsert i Buenos Aires, Argentina. I DVD-utgåvan ingick också en dokumentär filmad av Copelands son Jordan, med titeln Better Than Therapy.

## Diskografi

### Studioalbum
- 1978 – Outlandos d'Amour
- 1979 – Reggatta de Blanc
- 1980 – Zenyatta Mondatta
- 1981 – Ghost in the Machine
- 1983 – Synchronicity

### Livealbum
- 1995 – Live!
- 2008 – Certifiable: Live in Buenos Aires

## Bandmedlemmar
- Sting – sång, basgitarr, kontrabas, synthesizer, saxofon (1977–1986, 2007–2008)
- Stewart Copeland – trummor, slagverk, kör, synthesizer (1977–1986, 2007–2008)
- Andy Summers – gitarr, kör, synthesizer (1977–1986, 2007–2008)
- Henri Padovani – gitarr (1977)